# Francis Greenway

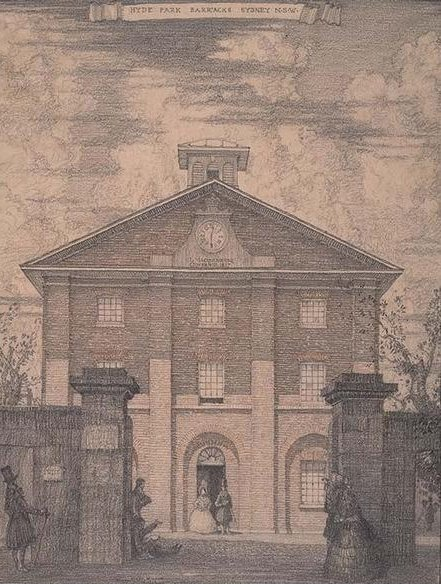
Budova kterou projektoval Francis Greenway

Francis Greenway (20. listopadu 1777 Mangotsfield – 25. září 1837 Maitland) byl australský architekt a trestanec. Donedávna byla jeho podobizna na australské desetidolarové bankovce. Tato bankovka byla jediná na světě, jež vzdávala hold usvědčenému padělateli.
Greenway byl deportován z Anglie do Sydney v roce 1814, aby si zde odpykal čtrnáctiletý trest za své zločiny. Do funkce státního architekta ho dosadil v roce 1816 guvernér Lachlan Macquari. Ze čtyřiceti budov, jež projektoval, se jedenáct dochovalo dodnes. V roce 1819 mu král prominul zbytek trestu. Poté Greenway upadl v nemilost, jelikož za své návrhy požadoval astronomické ceny. Zemřel v bídě roku 1837.